# Абраменко, Дмитрий Кузьмич
Дмитрий Кузьмич Абра́менко (22 июля 1910, Витебская область — 28 января 1981, Витебская область) — командир орудийного расчёта 22-го гвардейского артиллерийского полка 3-й гвардейской стрелковой дивизии 3-й гвардейской армии, полный кавалер ордена Славы, гвардии старшина.

## Биография
Родился 19 июля 1910 года в деревне Филипково Витебского района Витебской области Белоруссии в крестьянской семье. Белорус. Окончил 4 класса. Работал бригадиром в колхозе.
В РККА в 1933—1935 годах и с 1941 года. В боях в Великую Отечественную войну с июня 1941 года. Член ВКПб/КПСС с 1942 года. Воевал на семи фронтах в должности командира орудия: на Западном, Ленинградском, Волховском, Южном, 4-м Украинском, 1-м Прибалтийском и 3-м Белорусском.
Боевое крещение получил в 1941 году под Витебском в составе 153-й стрелковой дивизии, где он подбил первый вражеский танк, затем участвовал в Смоленском сражении в составе той же дивизии, которая была вскоре преобразована в 3-ю гвардейскую.
Командир орудийного расчёта 22-го гвардейского артиллерийского полка гвардии старший сержант Дмитрий Абраменко 1 августа 1944 года у населённого пункта Датново, литовского Дотнува, вместе с бойцами вверенного ему орудийного расчёта вывел из строя две пулемётные точки с расчётами и около полутора десятков вражеских солдат.
21 августа 1944 года близ посёлка Гервицы, в районе литовского города Шяуляй, при отражении контратак противника орудийный расчёт Абраменко подавил две пулемётные точки и подбил два автомобиля.
Приказом по 3-й гвардейской стрелковой дивизии от 27 сентября 1944 года за мужество и отвагу проявленные в боях гвардии старший сержант Абраменко Дмитрий Кузьмич награждён орденом Славы 3-й степени.
В бою за станцию «Погеген», расположенную севернее города Тильзит командир орудийного расчёта 22-го гвардейского артиллерийского полка гвардии старший сержант Дмитрий Абраменко, командуя артиллерийским расчётом, 20 октября 1944 года уничтожил пулемёт, до взвода солдат противника и разрушил блиндаж. Был ранен, но поля боя не покинул.
Приказом по 3-й гвардейской армии от 26 ноября 1944 года за мужество и отвагу проявленные в боях гвардии старший сержант Абраменко Дмитрий Кузьмич награждён орденом Славы 2-й степени.
17 февраля 1945 года юго-западнее города Прёйсиш-Эйлау, город Багратионовск Калининградской области, возглавляя орудийный расчёт 22-го гвардейского артиллерийского полка, гвардии старшина Дмитрий Абраменко прямой наводкой поразил четыре пулемёта с прислугой, разрушил дом с двумя пулемётными точками врага.
Указом Президиума Верховного Совета СССР от 19 апреля 1945 года за образцовое выполнение заданий командования в боях с немецко-вражескими захватчиками гвардии старшина Абраменко Дмитрий Кузьмич награждён орденом Славы 1-й степени, став полным кавалером ордена Славы.
В сентябре 1945 года гвардии старшина Абраменко Д. К. демобилизован. Вернулся на родину. Работал председателем колхоза имени В. В. Куйбышева. Скончался 28 января 1981 года. Похоронен в родной деревне Филипково Витебского района Витебской области Республики Беларусь.
Награждён орденами Октябрьской Революции, Отечественной войны I степени, Славы трёх степеней, медалями, в том числе «За отвагу».